# Aulo Didio Gallo
Aulo Didio Gallo (latino: Aulus Didius Gallus; fl. 19-57) è stato un politico e militare romano di età imperiale, governatore della Britannia.

## Biografia
Uomo ambizioso e oratore di una certa rilevanza, la carriera di Gallo fino al 51 è ricostruibile attraverso un'iscrizione ritrovata a Olimpia. Fu questore sotto Tiberio (probabilmente nel 19), legato nell'Africa proconsolare come prefetto della cavalleria, e proconsole in Sicilia. Fu curator aquarum (sovrintendente agli acquedotti) durante il regno di Caligola (38-49), console nel 39, e poi membro del collegio dei quindecemviri. Sotto l'imperatore Claudio ricevette i regalia del trionfo per il comando delle truppe nel Bosforo, ricevendo poi, probabilmente, un altro comando proconsolare.
Secondo Tacito, nel 52 fu nominato governatore della Britannia, come successore di Ostorio. Gallo, che all'epoca era in età avanzata, trovò una situazione alquanto deteriorata nella sua nuova provincia. Sebbene la rivolta di Carataco fosse stata soppressa, i Siluri, popolazione del Galles, erano ancora in rivolta. Durante il suo governo la tribù dei Briganti si rivoltò sotto Venuzio contro la regina Cartimandua, e Gallo mandò Cesio Nasica ad aiutarla.
Nel complesso, Didio Gallo tenne in Britannia una politica conservativa, volta a rafforzare le conquiste già ottenute piuttosto che ad allargare il territorio romano: a lui sono dovute strade e forti costruiti ai confini della provincia.